# Rio Acangapiranga
O rio  Acangapiranga  é um curso de água que banha o estado  de Rondônia, no Brasil.

## Topônimo
"Acangapiranga" é um termo de origem tupi que significa "cabeças vermelhas", através da junção de akanga (cabeça) e piranga (vermelho).